# طيف البياتي
طيف البياتي (30 أبريل 1986-) مقدمة برامج ومصممة عراقية اشتهرت في حقبة التسعينات من خلال تقديمها برامج للأطفال عبر تلفزيون عجمان
و تلفزيون دبي

## حياتها ومشوارها المهني
ولدت لعائلة عراقية ونشأت في الإمارات درست في مدارس الشارقة بدايتها كانت مطلع التسعينات حين تم اختيارها من قبل عبد الله مراد مالك المحطة لتقديم برامج أطفال ومسابقات على تلفزيون عجمان الإماراتية في برفقة الإعلامي تاج السر محمود وتغطية مهرجان دبي للتسوق ومفاجأت صيف دبي وليالي رمضان ثم قدمت برامج متعددة، انتقلت إلى تلفزيون أبو ظبي في سن الخامسة عشرة، ابتعدت عن التلفزيون لتتفرغ دراستها الجامعية في إدارة الأعمال لكنها عادت إلى التلفزيون بعد إتمامها، عملت في قناة سما دبي، إنتقلت بعدها إلى قناة زي أفلام لتقدم برنامج خاص عن آخر أخبار الأفلام الهندية وغيرها من نجوم بوليوود برنامج باسم 100% بوليوود  ابتعدت عن الإعلام لتتفرغ لعملها في التصميم ورعاية وتنظيم الأحداث الفنية.

## البرامج التي قدمتها
| البرنامج                    | عرض على         | العام |
| --------------------------- | --------------- | ----- |
| أهلا بالأطفال               | تلفزيون عجمان   | 1998  |
| سهرة الأطفال الرمضانية      | تلفزيون عجمان   | 1998  |
| أحلى صباح                   | تلفزيون دبي     | 2000  |
| كيدز                        | تلفزيون أبو ظبي |       |
| لينك                        | تلفزيون أبو ظبي |       |
| نت كوم                      | سما دبي         | 2007  |
| سيداتي سادتي                | سما دبي         | 2008  |
| عالم غينيس للأرقام القياسية | سما دبي         | 2009  |
| لعبه الهواء                 | سما دبي         |       |
| 100%بوليود                  | زي أفلام        | 2010  |

### في التمثيل
| سنة الإنتاج | العمل        | نوعه  |
| ----------- | ------------ | ----- |
| 1997        | شحمان ونحفان | مسلسل |